# Faculté de sciences sociales, d'économie et de droit de l'Institut catholique de Paris
La Faculté de sciences sociales, d'économie et de droit (FASSED) est un établissement privé d'enseignement supérieur dans le domaine des sciences économiques, sociales et politiques, des relations internationales, et du droit. Elle est partie intégrante de l'Institut catholique de Paris (ICP). Son doyen pro tempore depuis 2019 est Pierre Tcherkessoff qui a succédé à Hugues Portelli. 
Créée en 1923, sous le nom d'institut d'études sociales, la FASSED délivre des diplômes d'État, des diplômes canoniques et des diplômes propres à l'établissement. Elle est la seule faculté ecclésiastique de sciences sociales au monde.

## Scolarité

### Formations en licence
- Double licence en droit et philosophie.
- Licence de droit.
  - Parcours en droit et sciences politiques.
  - Parcours en droit privé.
- Licence en sciences sociales.
  - Parcours en économie, gestion et éthique des affaires.
  - Parcours en économie sociale et solidaire et développement durable.
  - Parcours science politique, relations internationales et enjeux sociétaux.

### Formations en master

#### Politique, Géopolitique et Relations internationales
- Master 1 de géopolitique et relations internationales.
- Master 2 de géopolitique et sécurité internationale.
- Master 1 et 2 en affaires publiques nationales et européennes.

#### Droit
- Master 1 et 2 en droit international et européen des affaires (LLM), en partenariat avec Saint Mary's University Twickenham London et à Notre Dame Australia University.
- Master 1 et 2 en droit de l'intelligence artificielle.
- Master 1 et 2 en droit de la famille et droit du patrimoine.

#### Solidarités et développement durable
- Master 1 et 2 en solidarités et transition durable.
  - Parcours action humanitaire et solidarité internationale.
  - Parcours économie solidaire et innovation sociale.
- Master 1 et 2 en politiques environnementales et management du développement durable.

#### Économie et gestion
- Exécutive Master 2 en médiation et management d'entreprise, en partenariat avec l'Université Paris Dauphine-PSL).
- Master 1 et 2 en management des risques : éthique, gouvernance et stratégies financières.
- Master 1 et 2 en politiques et stratégies des ressources humaines.
- Master 1 et 2 en action éducative internationale et interculturelle (en partenariat avec l'ISFEC La Salle Mounier).

#### Communication
- Master 1 et 2 en information et communication, communication corporate, politique et numérique.
- Master 1 et 2 en Information et communication, manager de l'information.

### Diplômes universitaires et certificats
- Diplôme universitaire action sociale et migrations.
- Diplôme universitaire criminologie-victimologie.
- Diplôme universitaire interculturalité, laïcité, religions.
- Diplôme universitaire intervention civile de paix.
- Diplôme universitaire solidarités internationales.
- Certificat en économie-gestion.
- Certificat laïcité.
- Certificat théorie et pratique du droit privé.

### Doctorat
Le troisième cycle de la FASSED permet la présentation d'une thèse de doctorat de sciences sociales et économiques avec la mention science politique, géopolitique et relations internationales, droit, économie et éthique, doctrine sociale de l’Église, sociologie ou psychologie.

### Recherche
La FASSED est associée à l'école doctorale de l'Institut catholique de Paris. Les étudiants inscrits en thèse sont invités à participer à ses activités. Ils font également partie de l'Unité de Recherche « Religion, Culture et Société » (EA 7403), reconnue par le Ministère l’Enseignement supérieur et de la recherche.

## Classement
La licence de droit est classée 4e pour 2023. Le master de géopolitique et sécurité internationale est classée 5e pour 2022. Le master d'action éducative internationale et interculturelle est classé 8e en 2022 de même que celui en affaires publiques (nationales et européennes) et celui en droit international et européen des affaires (LLM).